# One Love Peace-konserten
One Love Peace-konserten var en stor konsert som ägde rum den 22 april 1978 vid The National Stadium i Kingston, Jamaica. 
Konserten ägde rum under det politiska inbördeskriget i Jamaica mellan Jamaican Labour Party (JLP) och People's National Party (PNP). Konserten är känd för ögonblicket då Bob Marley & The Wailers spelade låten "Jammin'", och Bob Marley fick de politiska motståndarna Michael Manley (PNP) och Edward Seaga (JLP) att ta varandra i handen. 